# تتزه سول برنتا
تتزه سول برنتا (به ایتالیایی: Tezze sul Brenta) یک کومونه در ایتالیا است که در استان ویچنزا واقع شده‌است. تتزه سول برنتا ۱۸ کیلومتر مربع مساحت و ۱۱٬۸۱۴ نفر جمعیت دارد و ۶۹ متر بالاتر از سطح دریا واقع شده‌است.